# پانتلریا
پانتلریا (به ایتالیایی: Pantelleria) یک کومونه در ایتالیا است که در استان تراپانی واقع شده‌است.

## خصوصیات
پانتلریا ۸۳ کیلومترمربع مساحت و ۷٬۷۲۹ نفر جمعیت دارد و ۸۳۶ متر بالاتر از سطح دریا واقع شده‌است.